# Mort de Félix Faure

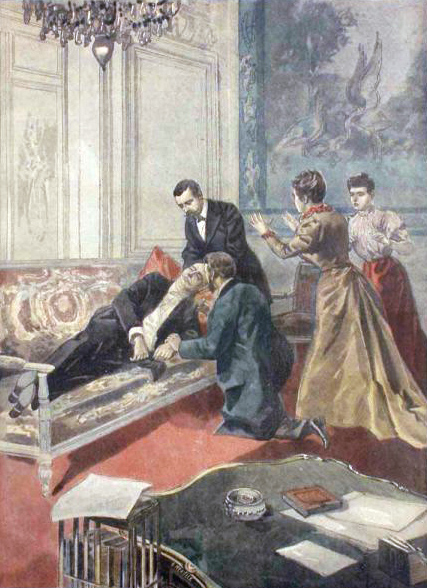
La mort de Félix Faure, au palais de l'Élysée, d'après une illustration parue dans Le Petit Journal en 1899.

La mort de Félix Faure le 16 février 1899 au palais de l'Élysée est un évènement qui marque l'histoire de la Troisième République et mène à l'élection d'Émile Loubet comme président de la République. La mort est abondamment commentée par la société française. Des quatre présidents de la République française décédés en fonction, Félix Faure est le seul à être mort au palais de l'Elysée.

## Contexte

### Liaison avec Marguerite Steinheil
Félix Faure est élu président de la République et occupe cette fonction à partir de 1895. En 1897, il rencontre à Chamonix Marguerite Steinheil (dite « Meg »), épouse du peintre Adolphe Steinheil ; la commande officielle d'une toile monumentale intitulée La remise des décorations par le président de la République aux survivants de la redoute brûlée lui avait été précédemment passée. Félix Faure se rend après cela régulièrement à la villa « Le vert logis », au no 6 de l'impasse Ronsin à Paris, où réside le couple Steinheil. Marguerite devient rapidement sa maîtresse et le rejoint fréquemment dans le « salon bleu » du palais de l'Élysée, pièce qu'il a fait aménager avec une porte dérobée où le président pouvait donner des « audiences très particulières » à ses nombreuses maitresses.

### Problèmes cardiaques
Il souffre de troubles cardiaques depuis plusieurs années sans cependant renoncer à la bonne chère, au tabac et aux femmes. Se sentant fatigué, Faure s'entretient avec son directeur de cabinet Louis Le Gall le 14 février 1899 et lui dit : « Dans ce coin sont les notes que j'ai prises au jour le jour depuis mon arrivée à l'Elysée. Vous les prendrez également dès que j'aurai fermé les yeux et vous les remettrez à Lucie ». 

## Circonstances

### Premiers maux
Le 16 février 1899 au matin, Félix Faure ne se sent pas bien, a « les jambes molles », et annule sa promenade équestre quotidienne. Il a mal dormi. Il téléphone à Marguerite Steinheil et lui demande de passer le voir pour 17 heures, après un Conseil des ministres consacré à l'affaire Dreyfus.
Bien qu'elle fût arrivée, l'entretien du président avec l’archevêque de Paris François-Marie-Benjamin Richard à 15 h prend du temps. Le président rencontre ensuite Albert Ier de Monaco, venu intercéder en faveur du capitaine Dreyfus, et qui le trouve fatigué. 

### Après le Conseil des ministres
Sorti de ses rendez-vous, Faure boit de l'alcool (du vouvray), et avale un médicament. Lorsque Louis Le Gall rentre au palais à 18 h, le secrétaire, Blondel, lui indique que Faure se trouve avec Marguerite Steinheil. 
Selon la légende colportée par plusieurs sources dont certaines n'étaient pas présentes sur les lieux, peu de temps après que le couple se fut installé dans le « salon bleu » de l'Élysée (ou le salon d'Argent, selon d'autres versions), le chef du cabinet Louis Le Gall, alerté par des cris, se précipite et découvre le président sans autre vêtement qu'un gilet de flanelle, râlant, allongé sur un divan et la main crispée dans la chevelure de sa maîtresse dont il fallut même couper quelques mèches de cheveux, pendant que Marguerite Steinheil déshabillée réajustait ses vêtements en désordre,. Elle aurait abandonné dans la précipitation son corset au palais, qui aurait été récupéré par le secrétaire.
En réalité, Faure se rend, à bout de forces, au bureau de Le Gall à 18 h 30, et s'affale dans son fauteuil ; Steinheil quitte alors le palais. Un médecin qui se trouve au palais examine le président et ne lui trouve aucun mal. Le président dit à Le Gall : « Je sais que je suis mortellement touché, quoi qu'en dise le docteur. Promettez-moi, cher Le Gall, de ne pas me laisser mourir sans un prêtre et quand j'aurai vu ma femme et mes enfants, avant que je ne perde connaissance, faites diligence pour que le curé de la Madeleine soit près de moi ». Faure aurait été transporté jusqu'à son bureau (la bibliothèque du palais de l'Élysée). 
La famille du président arrive sur les lieux. Un curé inconnu est appelé au palais, celui de la Madeleine n'étant pas joignable. Le président meurt vers 22 heures d'une congestion cérébrale comme on disait à l'époque,.

## Causes de la mort
Dans L'Elysée : Histoire secrète et indiscrète des origines à nos jours (1995), Claude Pasteur rapporte qu'un rapport médical est rédigé peu de temps après la mort de Faure par le docteur Lannelongue, qui estime que la mort du président n'a aucun lien direct avec son activité avec Steinheil.
Il est probable que Faure ait absorbé une dose trop élevée de cantharide officinale, puissant aphrodisiaque mais aux effets secondaires importants (à moins qu'il ne s'agît de l'aphrodisiaque à base de quinine qu'il se faisait apporter par son huissier comme à son habitude, afin de se montrer à la hauteur avec sa maîtresse).
L'historien Pierre Darmon soutient également la thèse de la légende, car Faure présentait des signes de tachycardie. Sa rencontre houleuse avec le prince de Monaco, dreyfusard demandant que l'Allemagne se portât caution pour l'innocent capitaine, aurait aggravé l'état du président. Celui-ci aurait ensuite passé quelques minutes avec sa maîtresse avant de défaillir et de rejoindre son bureau. C'est entouré de sa famille et de son médecin qu'il serait mort. De la même manière, Germain Galérant, médecin et membre de la Société internationale d'histoire de la médecine, estime que Félix Faure serait mort d'un accident vasculaire cérébral dont les premiers signes se seraient manifestés plusieurs heures auparavant, et l'historien met la version des ébats mortifères sur le compte de la « mythomanie de Mme Steinheil ».

## Réactions

### Médiatisation et fausses informations
La nouvelle du président mort dans les bras de sa maîtresse se répandit rapidement. Si certains journaux affirmèrent, tel le Journal du Peuple du 18 février, qu'il était mort d'avoir « trop sacrifié à Vénus », c'est-à-dire d'avoir abusé de ses forces durant une relation sexuelle (épectase), d'autres, tel La Presse du 22 février, se demandèrent s'il « …n'avait pas été victime des dangers inhérents à sa haute fonction, si pour être plus catégorique, il est bien mort de mort naturelle. ». Ce journal évoquait l'hostilité à son égard provoquée par son attitude dans l'affaire Dreyfus, thèse qui fut reprise par Édouard Drumont dans son journal La Libre Parole, où il affirmait qu'un cachet empoisonné avait été placé par des « dreyfusards » parmi ceux que prenait le président.
Les circonstances croustillantes du décès prirent rapidement le pas sur la tragédie d'une mort subite (ou d'un simple arrêt cardiaque). La légende rapporta que l'abbé Herzog, curé de la Madeleine, fut mandé par son épouse Berthe Faure pour lui administrer les derniers sacrements mais, sans attendre son arrivée, il fut remplacé par un prêtre de passage devant l'Élysée qui, en demandant à son arrivée : « Le président a-t-il toujours sa connaissance ? » se serait entendu répondre : « Non, elle est sortie par l'escalier de service ! ». Mme Faure habitant l'Élysée, la maîtresse dut en effet, pour éviter le scandale, s'éclipser tellement vite qu'elle en oublia son corset, vêtement que le chef de cabinet Le Gall a conservé en souvenir,.
La rumeur populaire colporta que c'était une fellation pratiquée par sa maîtresse qui avait provoqué une  mort pendant l'orgasme,, ce qui valut à Marguerite Steinheil le surnom de « pompe funèbre ». 

### Réactions du personnel politique
Georges Clemenceau eut ce mot : « Il se croyait César, il n'est mort que Pompée... », ce qui est autant une allusion au goût du président pour le faste qu'à la cause prétendue de sa mort. À noter que celui-ci n'aimait pas Félix Faure,. Clemenceau aurait également déclaré à cette occasion : « En entrant dans le néant, il a dû se sentir chez lui » et « Ça ne fait pas un Français en moins, mais une place à prendre. ».
L'extrême droite se félicite de la mort du président et avance des explications complotistes. Édouard Drumont écrit qu'il s'agit d'« un crime de l'État juif contre l'État français ». Maurice Barrès écrit : « De quelque manière qu'elle s'y soit prise, qu'elle ait été déléguée ou que ce soit à son insu, par le cigare ou par le verre d'eau, elle s'est chargée de fermer le livre. Elle a rendu un immense service au parti dreyfusard ».

## Obsèques
Le président eut droit à des obsèques nationales, célébrées le 23 février 1899. Elles furent marquées par la tentative d'un coup d'État de la Ligue des patriotes,  fomenté par Paul Déroulède, qui essaya en vain de faire prendre d'assaut le palais présidentiel. 
Félix Faure est inhumé au cimetière du Père-Lachaise à Paris, 4e division. Son gisant en bronze, réalisé par le sculpteur René de Saint-Marceaux, le représente couché sous les plis des drapeaux français et russe, pour rappeler son rôle dans l'alliance franco-russe.

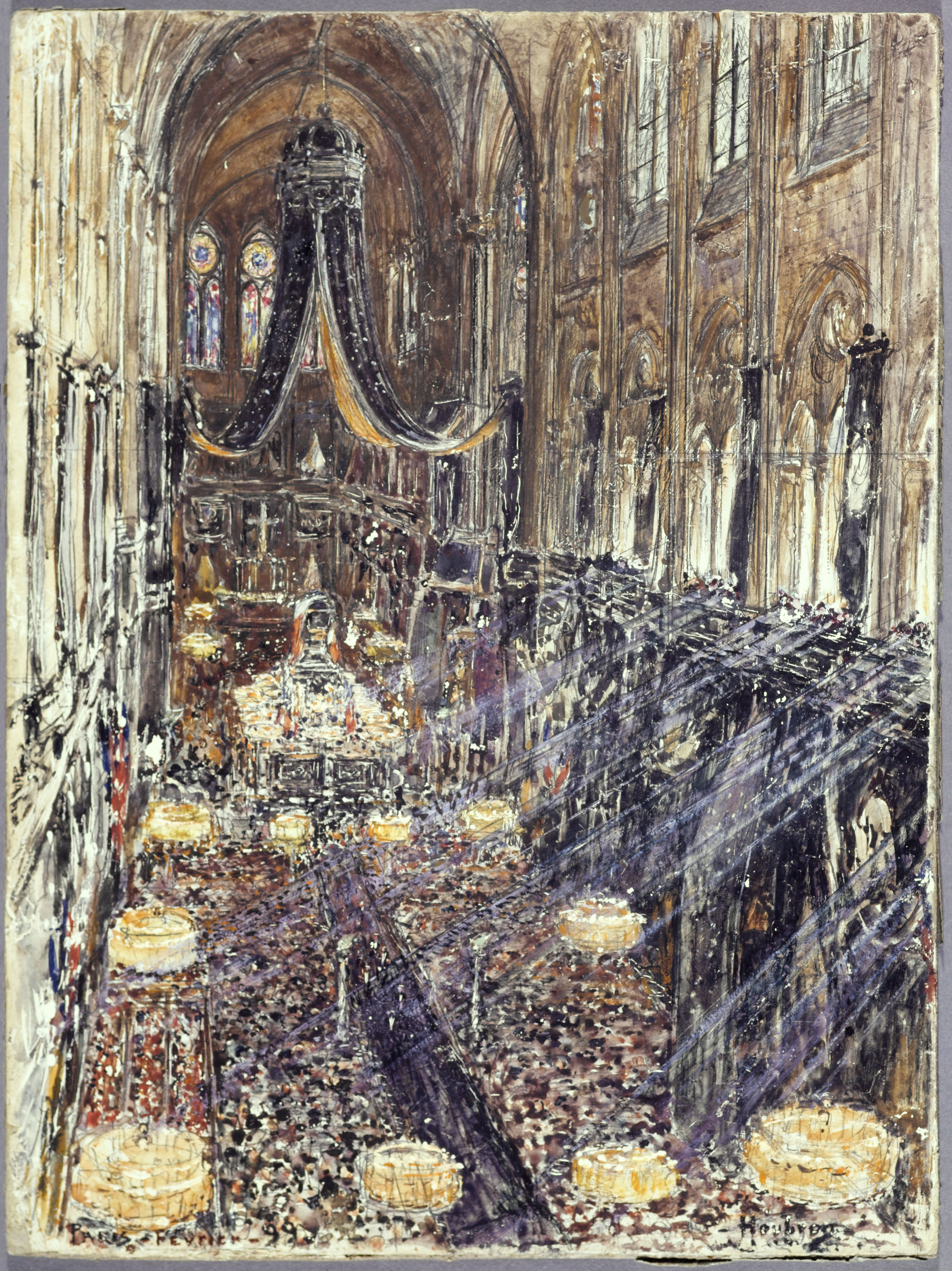
Frédéric Houbron, Les funérailles du président Félix Faure à l'église Notre-Dame, le 1er février 1899
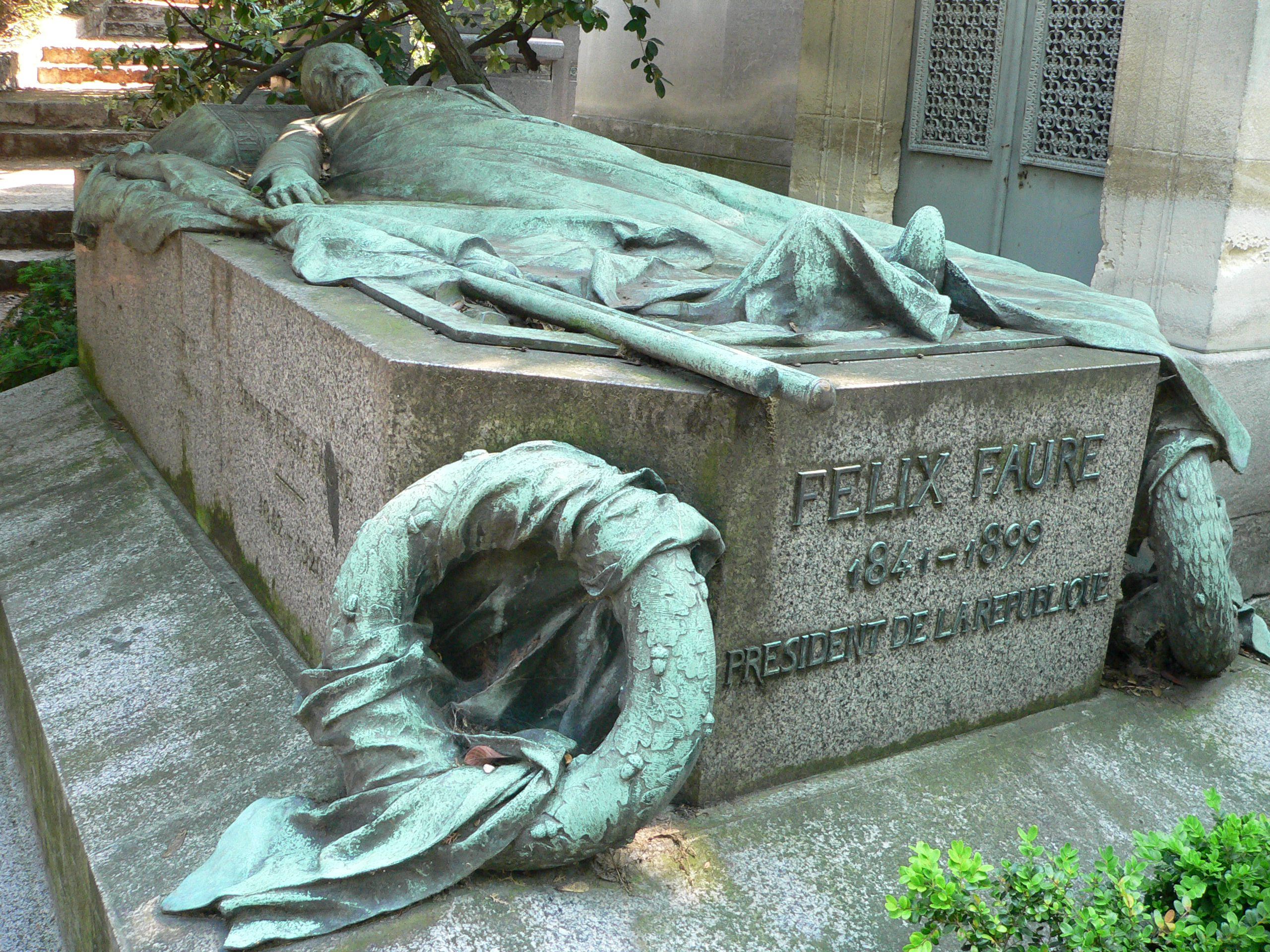
Gisant de Félix Faure au Père-Lachaise.